# Charles Colson

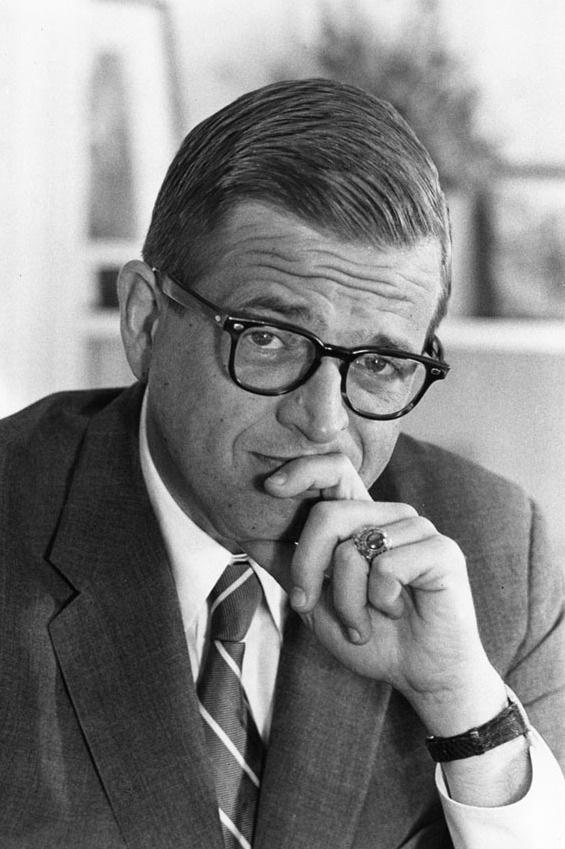
Charles Colson (ca. 1969)

Charles Wendell „Chuck“ Colson (* 16. Oktober 1931 in Boston, Massachusetts; † 21. April 2012 in Falls Church, Virginia) war ein US-amerikanischer Jurist und Politiker (Republikanische Partei). Er fungierte in den Jahren 1969 bis 1973 als Hauptberater für den US-Präsidenten Richard Nixon und war einer der sieben Nixon-Berater, die wegen der Watergate-Affäre zu Gefängnisstrafen verurteilt wurden.

## Leben
Colson wuchs in Boston auf, sein Studium der Rechtswissenschaft an der Brown University und der George Washington University schloss er mit Auszeichnungen ab. Von 1953 bis 1955 diente er bei den Marines. Er war verheiratet und hatte vier Kinder.
Im November 1969 wurde er zum Sonderberater des Präsidenten für Fragen der Öffentlichkeitsarbeit (Special Counsel to the President for Public Liaison) ernannt; diesen Posten hatte er bis zum März 1973 inne. Als „Vollstrecker“ Präsident Nixons bekannt, konnte dieser immer mit Colsons Unterstützung rechnen, wenn es darum ging, ein gewünschtes politisches Ziel zu erreichen. Bezeichnend war seine bedingungslose Loyalität zum Präsidenten im Hinblick auf dessen politische Ziele.
Als er im Verlauf der Watergate-Affäre vor der Verhaftung stand, gab ihm ein Freund das Buch Pardon, ich bin Christ von C. S. Lewis, das ihn nach seiner Autobiografie zu einem evangelikalen Christen bekehrte. Karikaturen in verschiedenen Tageszeitungen der Vereinigten Staaten, sowie in Magazinen wie Newsweek und Time zogen seine Entscheidung ins Lächerliche und bezeichneten sie als zynischen Schachzug, um sein Strafmaß zu reduzieren. Im Verlauf der Untersuchungen in die Watergate-Affäre verwickelt, stimmte er 1974 freiwillig zu, den Tatbestand der Rechtsbeugung in dieser Angelegenheit nicht zu bestreiten und wurde zu ein bis drei Jahren Gefängnis verurteilt. Den Hauptteil seiner Haftstrafe verbrachte er in der Vollzugsanstalt Maxwell in Alabama. 1976 wurde er aus der Haft entlassen.
Nach seiner Entlassung gründete Colson die gemeinnützige Organisation Prison Fellowship, die sich um das geistliche, moralische, soziale und körperliche Wohl von Gefängnisinsassen, ehemaligen Gefängnisinsassen und deren Familien kümmert. In diesem Rahmen fallen ihm Verdienste um die Entlassung von Elizabeth Morgan aus der Haft zu. In den USA gibt es durch die Organisation 1300 Programme in Vollzugsanstalten. In diesem Zusammenhang arbeitet sie mit 7.700 Kirchen und 14.000 Freiwilligen zusammen. Prison Fellowship ist in 110 Ländern aktiv.
Zu seinen Erfolgen gehörte die Gründung von Justizvollzugsanstalten, die auf dem christlichen Glauben beruhen und deren Insassen um eine Verlegung in ein entsprechendes Gefängnis gebeten hatten. Ihm unterstanden außerdem eine Vielzahl von Sendern, in denen Kernfragen des Zeitgeschehens vom Standpunkt des evangelikalen Protestantismus aus behandelt werden. Sein schriftstellerisches Schaffen bestand aus mehr als 20 Publikationen, deren Erträge aus Autorenrechten seiner Stiftung zufließen.
Im Oktober 2002 unterzeichnete Colson, neben weiteren prominenten amerikanischen evangelikalen Führern einen offenen Brief (Land letter) an Präsident George W. Bush, der eine Argumentation zugunsten einer präventiven Invasion des Irak als Empfehlung eines Kampfes für eine gerechte Sache zum Inhalt hatte.
Er starb im April 2012 an einer Hirnblutung.

## Bibliographie (Auszug)
- Born Again. The true story of Charles Colson. Hodder and Stoughton, London/Sydney/Auckland/Toronto 1980.
- Urteil: Lebenslänglich. (Original: Life sentence.) 2. Auflage, Hänssler, Neuhausen-Stuttgart 1981, ISBN 3-7751-0530-1.
- Den Frieden Gottes leben. Die Herausforderung. (Original: Loving God.) Hänssler, Neuhausen-Stuttgart 1985, ISBN 3-7751-0973-0.
- Der Berater. Die Machenschaften der Mächtigen. 4. Auflage (früher als Watergate wie es noch keiner sah.) (Original: Born again.) Hänssler, Neuhausen-Stuttgart 1990, ISBN 3-7751-1377-0.
- Loving God. Zondervan 1997.
- Burden of Truth: Defending the Truth in an Age of Unbelief. Tyndale House, 1998.
- Die Gemeinde als Selbstbedienungsladen zum Glück? Zurück zur Gemeinde als Leib Christi. (Original: The Body.) Hänssler, Holzgerlingen 1999, ISBN 3-7751-3282-1.
- How Now Shall We Live? Tyndale House, 1999.
- mit Ellen Vaughn: Being the Body. Thomas Nelson, 2004. (erweiterte Auflage von The Body.)
- mit William A. Dembski: The Design Revolution: Answering the Toughest Questions About Intelligent Design. InterVarsity Press, 2004.
- mit Harold Fickett: The good life. Tyndale, 2005.
- Lies that go unchallenged in Media and Government. Tyndale, 2005.
- God & Government: An Insider's View on the Boundaries Between Faith & Politics. Zondervan 2007.

## Film
Die Geschichte um Colsons Beratertätigkeit im Weißen Haus, seine Bekehrung zum Christentum sowie seinen Gefängnisaufenthalt wurden 1978 von Irving Rapper unter dem Titel Born again verfilmt. Die Rolle des Charles Colson übernahm Dean Jones, seine Frau Patty wurde von Anne Francis verkörpert. Ex-Senator Harold Hughes spielte seine Rolle selbst. Der Film ist stark von der christlichen Botschaft geprägt und im deutschsprachigen Raum unter dem Titel Der Berater erhältlich.